# 331

331(삼백삼십일)은 330보다 크고 332보다 작은 자연수다.

## 수학
- 67번째 소수(素數)다. 앞의 소수는 317, 다음 소수는 337이다.
  - 19번째 슈퍼 소수로, 331의 소수 순번인 67도 소수다. 앞의 슈퍼 소수는 283, 다음은 353이다.
- 12번째 중심있는 오각수다. 앞의 중심있는 오각수는 276, 다음은 391이다.
- 11번째 중심있는 육각수다. 앞의 중심있는 육각수는 271, 다음은 397이다.
- {\displaystyle 331=59+61+67+71+73}
  - 연속하는 소수(素數) 5개의 합으로 나타낼 수 있으며, 이 성질을 지닌 앞의 수는 311, 다음 수는 351이다.
- {\displaystyle 31^{3}-1}은 331로 나누어떨어진다.

## 과학
- NGC 331(영어판): 고래자리 방향에 있는 막대나선은하.
- 331 에데지리어(영어판): 소행성.

## 교통

### 철도
- 수도권 전철 3호선 충무로역의 역번호.
- 대구 도시철도 3호선 명덕역의 역번호.

### 도로
- 고속도로 및 국도
  - 유럽 고속도로 331호선: 독일 도르트문트에서 카셀까지 이어지는 유럽 고속도로.
  - 일본 331번 국도: 일본 오키나와섬 나하시에서 구니가미군 오기미촌까지 이어지는 일본의 국도.
- 기타 도로
  - 현도 제331호선

## 군사
- U-331(영어판, 독일어판): 제2차 세계 대전에 사용된 나치 독일의 군용 잠수함.

## 문화유산
- 대한민국의 국보 제331호: 창덕궁 이문원 측우대
- 대한민국의 보물 제331호: 금동미륵보살반가사유상
- 대한민국의 사적 제331호: 경산조영동고분군 (해제)[a]

## 방송
- KT HCN의 EBS 잉글리시 채널 번호.

## 기타
- 날짜: 3월 31일
- 연도: 331년, 기원전 331년